# Графхорст
Графхорст (нем. Grafhorst) — община в Германии, в земле Нижняя Саксония.
Входит в состав района Хельмштедт. Подчиняется управлению Фельпке. Население составляет 998 человек (на 31 декабря 2010 года). Занимает площадь 9,65 км².
| Год  | Население |
| ---- | --------- |
| 1990 | 979       |
| 1995 | 1011      |
| 2000 | 1002      |
| 2005 | 1053      |
| 2010 | 1000      |